# Viola macloskeyi
Espèce
La violette Macloskeyi, aussi appelée violette pâle (Viola macloskeyi), est une espèce de plantes à fleurs de la famille des Violaceae. C'est une plante vivace qui pousse en Amérique du Nord. Les Américains la nomment, en anglais Small White Violet.

## Dénomination
Viola macloskeyi a été nommée par F.E.Lloyd en l'honneur de George Macloskie (1834-1920), un naturaliste qui occupa la chaire de biologie de l'université de Princeton en 1874.

## Description morphologique

### Appareil végétatif
Les feuilles sont de taille petite à moyenne, très vertes, en forme de cœur, portées par des tiges différentes de celles des fleurs.
La fleur est blanche, portée par une tige.
Elle fleurit d'avril à juin.
Le fruit est de couleur verte.

## Répartition géographique, habitat et variétés

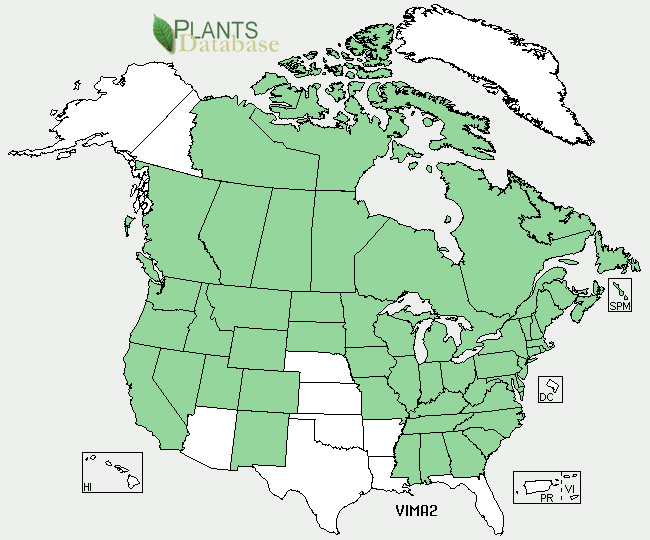
Carte de répartition.

### Répartition géographique et variétés
Viola macloskeyi est présente dans toute l'Amérique du Nord, sauf au Nord en Alaska et dans l'extrême sud des États-Unis (Texas et Floride). Elle est très présente au Québec. 
Il existe deux variétés :
- Viola macloskeyi var. macloskeyi la small white violet sur la côte ouest des États-Unis ;
- Viola macloskeyi var. pallens la smoth white violet dans toute la zone de répartition [4].

### Habitat
Viola macloskeyi réside dans les sous-bois